# Erich Kunz
Erich Kunz (ur. 20 maja 1909 w Wiedniu, zm. 8 września 1995 tamże) – austriacki śpiewak operowy, baryton.

## Życiorys
Studiował w Konserwatorium Wiedeńskim u Theo Lierhammera i Hansa Duhana. Zadebiutował na scenie w 1933 roku w Opawie rolą Osmina w Uprowadzeniu z seraju. W kolejnych latach występował w Plauen (1936–1937) i Wrocławiu (1937–1941). Od 1940 roku przez ponad cztery dekady związany był z Operą Wiedeńską. Gościnnie występował w londyńskim Covent Garden Theatre (1947) i na festiwalu operowym w Glyndebourne (1948 i 1950). W 1952 roku rolą Leporella w Don Giovannim debiutował na deskach Metropolitan Opera w Nowym Jorku. W latach 1943–1944 i 1951 wykonywał rolę Beckmessera w Śpiewakach norymberskich na festiwalu w Bayreuth.
Specjalizował się w rolach buffo, szczególnie w operach W.A. Mozarta. Jego popisową partią był Papageno w Czarodziejskim flecie. Występował również w repertuarze operetkowym.